# Sven Almqvist (jurist)
Sven Axel Ludvig Almqvist, född den 3 december 1855 i Klara församling, Stockholm, död där den 17 december 1910 i Kungsholms församling, Stockholm, var en svensk jurist. Han var son till Ludvig Theodor Almqvist och far till Lennart Almqvist.

## Biografi
Almqvist blev student vid Uppsala universitet 1874 och avlade juris utriusque kandidatexamen 1880. Han blev vice häradshövding 1882, tillförordnad fiskal i Svea hovrätt 1883, adjungerad ledamot där 1885, ordinarie fiskal 1888, assessor 1890 och hovrättsråd 1898. Almqvist blev riddare av Nordstjärneorden 1898. Han vilar i en familjegrav på Norra begravningsplatsen utanför Stockholm.